# John Zouche († 1445)
Sir John Zouche (* um 1375; † 1445) war ein englischer Adliger und Politiker.

## Leben
Er entstammte der Familie Zouche und war der zweite Sohn von William Zouche, 3. Baron Zouche (1340–1396), Gutsherr von Harringworth in Northamptonshire, aus dessen erster Ehe mit Agnes Green († vor 1393).
Nach dem Tod seines Vaters erhielt er aus dessen Nachlass Ländereien in und um Wrotham in Kent sowie Amesbury in Wiltshire.
Im November 1399 heiratete er Margaret Burgh († 1451), Witwe des Sir John Lowdham († 1390), Gutsherr von Lowdham in Nottinghamshire, Tochter des Sir John Burgh (1328–1393), Gutsherr von Swinton in Yorkshire, Borough Green in Cambridgeshire und Kirklington in Nottinghamshire. Aus der Ehe ging eine Tochter hervor.
Im Dezember 1400 wurde er zum Knight Bachelor geschlagen.
Beim Tod seines Onkels Thomas Zouche (1359–1404), erbte er dessen Anwesen King’s Worthy in Hampshire. Beim Tod des Halbbruders seiner Gattin, Thomas Burgh († 1411), erbte er aus dem Recht seiner Gattin dessen Anwesen Kirklington in Nottinghamshire und machte dieses zu seinem Hauptwohnsitz.
Er wurde mehrmals als Knight of the Shire für Nottinghamshire ins House of Commons gewählt und nahm so 1407, 1413, 1419, 1422 und 1442 an den Parlamentsversammlungen teil.
Er fungierte in Nottinghamshire häufig als Eintreiber von Steuern und zur Aufnahme von Staatsanleihen. Vom 15. Januar bis zum 12. Dezember 1426 amtierte er als Sheriff von Nottinghamshire und Derbyshire.
Kurz vor seinem Tod verfasste er am 9. September 1445 sein Testament, gemäß dem er in der Kathedrale von Southwell bestattet wurde. Seine Ländereien wurden zunächst von seiner Witwe verwaltet und fielen bei deren Tod an seine zwei Enkeltöchter.